# Matlalapa, Veracruz
Matlalapa är en ort i Mexiko.   Den ligger i kommunen Atzacan och delstaten Veracruz, i den sydöstra delen av landet, 220 km öster om huvudstaden Mexico City. Matlalapa ligger 1 336 meter över havet och antalet invånare är 477.
Terrängen runt Matlalapa är lite bergig. Runt Matlalapa är det ganska tätbefolkat, med 155 invånare per kvadratkilometer. Närmaste större samhälle är Córdoba, 17,3 km öster om Matlalapa. I omgivningarna runt Matlalapa växer huvudsakligen savannskog.